# Elektrophoretische Abscheidung
Die elektrophoretische Abscheidung (EPD) ist ein weit verbreitetes industrielles Lackierverfahren, bei dem kolloidale Partikel unter Einfluss eines elektrischen Feldes auf einer Elektrode abgeschieden werden.
Prinzipiell unterscheidet man
- kathodische Elektrotauchlackierung (KTL), auch Kataphorese (s. u.)
- anodische Elektrotauchlackierung (ATL).

Beide Verfahren sind elektrochemisch. Das Lackiergut wird in einen elektrisch leitfähigen, wässrigen Tauchlack eingetaucht und zwischen Lackiergut und Gegenelektrode ein Gleichspannungsfeld angelegt.
Das Grundprinzip des Elektrotauchlackierens besteht darin, wasserlösliche Bindemittel an der Oberfläche des als Elektrode geschalteten Lackiergutes auszufällen und so einen geschlossenen, haftenden Lackfilm zu erzeugen. Durch kapillare Prozesse wird das Wasser aus dem Prozessbad nahezu vollständig aus dem Lackfilm "herausgepresst".

## Hintergrund
Das Suspendieren von kolloidalen Teilchen in wässerigen Medien führt zur Dissoziation von Ionen und zur Ausbildung einer elektrochemischen Doppelschicht um das Partikel herum. Durch Anlegen eines elektrischen Feldes werden die geladenen kolloidalen Teilchen von der Elektrode entgegengesetzter Ladung angezogen und scheiden sich auf dieser ab. Während der Migration der kolloidalen Teilchen zur Elektrode kommt es zur Abscherung der diffusen Schicht, der elektrochemischen Doppelschicht, aufgrund der Bewegung des Partikels und der Reibung des Lösemittels. Hierdurch wird die eigentliche elektrochemische Doppelschicht dünner und es kommt zur Abscheidung der Partikel durch die Überwindung der repulsiven Kräfte und erhöhter Partikel-Partikel Kollisionen auf der Elektrode.
Voraussetzung für den Abscheideprozess sind leitfähige Elektroden (Substrate).
Wichtige Kenngrößen für den Abscheideprozess sind:
- Zetapotential der Kolloide
- Elektrophoretische Mobilität der Kolloide
- Leitfähigkeit des Substrats (Abscheideelektrode)
- Leitfähigkeit des Lösemittels
- Viskosität des Lösemittels
- Dielektrizitätszahl des Lösemittels.

## Kathodisches Tauchlackieren
Bei der kathodischen Tauchlackierung wird das Werkstück in einem Tauchbad beschichtet. Es ist gut für das Lackieren komplizierter Strukturen und großer Stückzahlen geeignet. KTL ist ein Standardverfahren zur Sicherstellung des Korrosionsschutzes bei Fahrzeugkarosserien.
Beim kathodischen Tauchlackieren erfolgt die Lackabscheidung infolge von chemischen Umsetzungen (Koagulationen) des Bindemittels. Umgesetzt wird dies bei Gleichspannungen von 200 bis 260 Volt durch einen elektrischen Stromfluss von einer äußeren Elektrode (Anode) über den leitfähigen Lack zum Lackiergut (Kathode). Durch den anliegenden Strom entstehen an der Kathode (Karosserie) Hydroxidionen, welche das Bindemittel neutralisieren und somit zur Koagulation bringen. Dies verläuft entsprechend der folgenden Reaktionsgleichung:
Die kathodische Tauchlackierung ist gut zur automatisierten Beschichtung geeignet. Sie ist eine sehr umweltfreundliche Methode, da als Lösungsmittel heute überwiegend VE-Wasser eingesetzt wird. Die Lackausbeute beträgt bis zu 98,5 %, somit werden lediglich 1,5 % des eingesetzten Lacks ausgetragen. Das Ergebnis der KTL ist eine sehr gleichmäßige Beschichtung von Metalloberflächen und Hohlräumen mit gleichmäßigen Schichtdicken und guten Oberflächenqualitäten. Das Vermögen des Tauchlacks auch Hohlräume gut zu beschichten, wird als Umgriffsvermögen bezeichnet.

### Technik
Die wesentlichen Bestandteile des KTL-Beckens sind ein Gleichrichter zur Versorgung der Anlage mit Gleichspannung, mehrere Dialysezellen, ein Umwälzsystem für eine ständige, gleichmäßige Durchmischung des Lackes (Vermeidung von Pigmentsedimentation), eine Temperaturregelung, Filteranlagen zur Entfernung von eingetragenem Schmutz und Ultrafiltrationsanlagen zum Versorgen des Systems mit Spülmedium zum Abspülen des anhaftenden Lacks.

Im KTL-Bad werden als Anoden meist Dialysezellen eingesetzt. Sie sind auf beiden Seiten des Beckens angebracht und bilden als Anode das korrespondierende  Gegenstück zur kathodischen Karosserie. Die Anoden sind durch spezielle Anionenaustauschermembranen abgedeckt. Durch ein externes System wird Anolyt durch die Zellen gepumpt. Während des Lackiervorgangs bilden sich im Lack störende Anionen, die aus dem Lack durch die Membran in das Anolyt abtransportiert und dann entsorgt werden. Durch das Anolyt wird also frei gewordenes Neutralisationsmittel abgeführt. Dadurch bleibt der pH-Wert im KTL-Becken innerhalb der Prozessparameter. Neben dem Austragen der überschüssigen Ionen dient der Anolyt auch zur Kühlung der Anoden, da während des Prozesses viel Wärme anfällt. Die Kühlung des gesamten KTL-Bades wird jedoch über die Umwälzkreisläufe des Lackmaterials gewährleistet. 

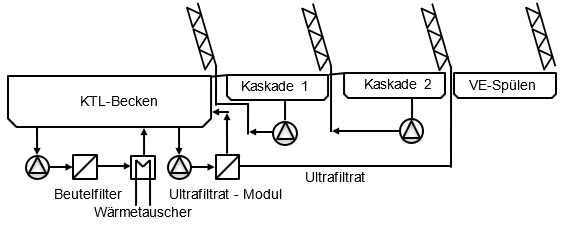
Stark vereinfachtes Schema einer KTL-Anlage

### Chemikalien
Das Becken der KTL enthält Bindemittel, Pigmentpaste, wassermischbare, organische Lösungsmittel und Wasser. Wesentliche Bestandteile von Bindemittel und Pigmentpaste sind häufig Epoxidharz-Aminaddukte und blockierte Isocyanate. Bindemittel und Pigmentpaste machen den Hauptanteil des etwa 20%igen Feststoffgehalts des Lacks aus. Der Elektrotauchlack besteht weiter zu etwa 80 % aus VE-Wasser. Hinzu kommen ein geringer Teil wasserlösliche Lösungsmittel (1 bis 2 %), Säuren (0,4 %) und Additive.
Das Epoxy-Aminaddukt wird durch Zugabe eines Neutralisationsmittels in eine wasserdispergierbare Form gebracht. Dafür wird eine organische Säure (meist Ameisensäure) verwendet. Oft wird nur ein Teil der funktionellen Gruppen mit Neutralisationsmittel umgesetzt. Dieser Prozess läuft beispielhaft gemäß der folgenden Gleichung:
Das molare Verhältnis von Säure zu funktioneller Gruppe wird als Neutralisationsgrad bezeichnet. Ein Neutralisationsgrad von etwa 30 % reicht aus, um die gewünschte Wasserdispergierbarkeit zu erreichen. Auch zum Einstellen des leicht sauren Charakters (pH-Wert) im KTL-Becken wird eine organische Säure verwendet. Während des Prozesses bildet sich an der Oberfläche der Bauteile eine etwa 15–20 µm dicke Grundierungsschicht, welche dem Korrosionsschutz und dem Schutz vor Steinschlägen dient.

### Aushärten
Beim Aushärtungsprozess nach der KTL bilden sich im epoxidharzhaltigen Lack zusammen mit dem blockierten Isocyanat lineare Kettenmoleküle, die untereinander dreidimensional vernetzt sind und dabei eine stabile Struktur bilden. Die Vernetzung erfolgt durch hohe Temperaturen (ca. 185 °C).

## Lichtgesteuerte elektrophoretische Abscheidung / 3D-Druck
Wissenschaftler vom Lawrence Livermore National Laboratory in Kalifornien „haben die elektrophoretische Abscheidung durch gerichtete Belichtung gesteuert“ und „sowohl die Fähigkeit zur Bemusterung von unterschiedlichen Materialien (in the plane of the electrode) als auch die Möglichkeit – ein Material über einem anderen Material mit hoher Güte abzulagern – bewiesen“. Dadurch können mehrere Schichten erstellt und somit auch 3-dimensionale Modelle in einem additiven Fertigungsverfahren erzeugt werden.